# Micracanthorhynchina hemiculturus
Micracanthorhynchina hemiculturus är en hakmaskart som beskrevs av Demshin 1965. Micracanthorhynchina hemiculturus ingår i släktet Micracanthorhynchina och familjen Rhadinorhynchidae. Inga underarter finns listade i Catalogue of Life.